# وتووو
وتووو شهری در روسه کشور بلغارستان است که جمعیت آن در سال ۲۰۰۱ میلادی ۴٬۹۹۱ نفر بوده‌است.